# Augusto Mendes
Augusto Lopes Mendes (* 3. März 1983 in Rio de Janeiro), auch bekannt unter seinem Spitznamen „Tanquinho“ (portugiesisch für „kleiner Panzer“), ist ein brasilianischer Kampfsportler. Er ist sowohl im Brazilian Jiu-Jitsu als auch im gemischten Kampfsport Mixed Martial Arts aktiv.

## Karriere im Brazilian Jiu-Jitsu
Mendes begann 1997 im Alter von 14 Jahren mit dem Training von Brazilian Jiu-Jitsu. Er erlernte die Kampfkunst zunächst in der Kioto-Akademie in Tijuca, Rio de Janeiro, unter den Trainern Alvaro und Krauss Mansor. Bereits vier Monate nach Beginn seiner Ausbildung gewann er bei den Rio State Championships die Bronzemedaille.
2000 sicherte sich Mendes im Juvenile-Bereich seinen ersten Weltmeistertitel bei den von der IBJJF (International Brazilian Jiu-Jitsu Federation) ausgerichteten Weltmeisterschaften im Blauen Gürtel. Weitere große Erfolge folgten: 2002 wurde er Weltmeister im Lila Gürtel, 2003 errang er die Vizeweltmeisterschaft im Braunen Gürtel.
Im Dezember 2004 wurde Mendes zum Schwarzgurt-Träger befördert und von seinem Meister Francisco Mansur in den neunten Rang erhoben. In den Folgejahren dominierte er die Gewichtsklasse bis 70 kg und sicherte sich zahlreiche Titel bei bedeutenden Turnieren:
- Weltmeister der IBJJF (2013)
- Doppel-Weltmeister der IBJJF No-Gi-Weltmeisterschaften (2012, 2015)
- Doppelsieger der UAEJJF Abu Dhabi World Pro (2011, 2013)
- Bronzemedaille bei den ADCC Submission Wrestling World Championships (2015)[2][3]

2019 krönte Mendes seine BJJ-Karriere mit dem Gewinn der ADCC-Weltmeisterschaft bis 66 kg Körpergewicht.
Parallel zu seiner erfolgreichen sportlichen Laufbahn gründete Mendes zusammen mit seinem Bruder Bruno und anderen Partnern die Akademien „Renovacao BJJ“ (2005) und „Soul Fighters“ (2008), an denen er als Lehrer und Trainer tätig ist. Derzeit betreibt er das „AT Academy Brazilian Jiu-Jitsu Gym“ in Tempe, Arizona.

## Mixed Martial Arts
Neben seinen Aktivitäten im Brazilian Jiu-Jitsu startete Mendes 2014 auch eine Karriere im gemischten Kampfsport Mixed Martial Arts (MMA). Nach mehreren Kämpfen auf regionaler Ebene unterzeichnete er 2016 einen Vertrag bei der renommierten UFC, der höchsten MMA-Promotion weltweit. Sein UFC-Debüt gab er im Februar 2016 gegen Cody Garbrandt, wobei er den Kampf nach Punkten verlor.
Seinen größten Erfolg in der UFC feierte Mendes am 15. Januar 2017, als er für seinen Sieg gegen Frankie Saenz mit dem „Fight of the Night“-Bonus ausgezeichnet wurde. Nach einer Suspendierung durch die US-Dopingbehörde USADA wurde er 2018 von der UFC entlassen. Seitdem kämpft Mendes für andere Veranstalter wie Absolute Championship Berkut.
Mendes studierte Sportwissenschaften an der Universidade Estácio de Sá und erwarb einen Hochschulabschluss in Sporterziehung.